# Павловский, Глеб Олегович
Глеб Оле́гович Павло́вский (5 марта 1951, Одесса  —  26 февраля 2023, Москва) — российский политолог и политтехнолог, публицист, журналист, телеведущий и издатель.
Советский диссидент. С конца 1980-х до середины 1990-х  годов был учредителем и главным редактором ряда политических СМИ. Основатель и президент Фонда эффективной политики, разрабатывавшего президентскую кампанию Владимира Путина 2000 года. Участвовал в президентской кампании Виктора Януковича на президентских выборах на Украине в 2004 году. До 2011 года сотрудничал с администрацией президента России, после чего занимал сторону политической оппозиции в России.
По оценкам ряда СМИ, Павловский оказал существенное влияние на создание политической системы России первых десятилетий XXI века.

## Биография
Родился 5 марта 1951 года в Одессе Украинской ССР в семье инженера-строителя.

### Диссидентское движение (1970-е—1985)
В 1968—1973 годах учился на историческом факультете Одесского государственного университета. В студенческие годы был участником кружка-коммуны «Субъект исторической деятельности» (СИД). По словам Павловского, он «считал себя чем-то вроде дзэн-марксиста». В 1969 году был исключён из ВЛКСМ за неуплату взносов.
По распределению работал учителем в сельской школе в селе Бирносово Одесской области. Впервые попал в зону внимания КГБ в 1974 году по делу о распространении книги «Архипелаг ГУЛАГ» его товарищем Вячеславом Игруновым. Во время следствия дал показания на Игрунова, от которых отказался на суде в 1976 году.
Уволившись из школы, устроился учеником столяра на одесскую мебельную фабрику. До 1986 года освоил несколько рабочих специальностей: плотника, столяра, маляра-оформителя, кочегара, разнорабочего.
С середины 1970-х годов поддерживал тесные связи с московскими историками, философами, диссидентами. Философ Генрих Батищев и историк Михаил Гефтер стали его друзьями.
В 1977 году перебрался в Москву. Зарабатывая руками, активно включился в деятельность и атмосферу разных столичных нонконформистских кружков. Среда его общения тех лет — это молодые историки-ученики Гефтера: Арсений Рогинский, Марк Печерский, Алексей Борисович Панкин, Вероника Гаррос, Лоренцо Скакабароцци; религиозные кружки, группы мистиков, кружок КСП во главе с Валерием Абрамкиным; разные неформальные сообщества диссидентской направленности (Александр Даниэль, Лариса Богораз, кружок Виктора Сокирко).
С 1976 года по 1982 год, чтобы избежать обвинений в тунеядстве, работал столяром в Москве. В этот период тесно сошёлся с Михаилом Гефтером. Какое-то время у Павловского была мастерская в Институте научной информации по общественным наукам, где хранилась литература с жёстким режимом допуска. Занимался самиздатом в столярной мастерской в Староконюшенном переулке.
В 1978—1980 годах был одним из соредакторов самиздатского журнала «Поиски». В первых номерах выступал под псевдонимом П. Прыжов. В частности, этим именем был подписан текст «Третья сила», который произвёл большое впечатление на правозащитницу Людмилу Алексееву. «Очень настоящая статья, посвящённая такому, простите меня, дерьму, как брежневская конституция, — вспоминала она. — Некий срез советского общества во всей его лжи и несвободе». Но для Павловского «живописная без бытность диссидентства обернулась безвкусицей — погони, прятки, женщины, весь этот Дюма, за которого люди расплачиваются друг другом, во всём виня „власть“. Новых идей никаких; уезжать из страны стыдно; дальше идти некуда. Звериное чувство тупика — закупоренность в собственной биографии. Я решил бежать из биографии».
По утверждению Вячеслава Игрунова, в 1977 году он рассказал Павловскому о плане создания журнала о поиске альтернативного пути развития страны и заказал у него несколько текстов. Через три месяца он обнаружил, что заказанные им материалы вышли в журнале «Поиски», о чём его не предупредили.
КГБ взялся за расследование выпуска журнала в 1979 году. В течение 1980 года в доме Павловского было несколько обысков. На Лубянке ему рекомендовали уехать из страны, Павловский соглашался, но не уезжал и продолжал издавать журнал, начал участвовать в выпуске «Хроники текущих событий». В апреле 1982 года Павловский был арестован по обвинению в издании журнала «Поиски», хотя тот не выходил к тому времени уже полтора года. Дожидаясь суда, Павловский провёл в Бутырке около года. В ходе следствия и суда признал свою вину и дал показания на друзей, к этому времени уже эмигрировавших из СССР. В диссидентской среде многие считали Павловского предателем:
Предательства не было, а вот падение было, — отвечал Павловский в 2005 году. — Я нарушил одно из моральных табу движения — у нас было запрещено признавать себя виновным и политически «каяться». Лгать считалось недопустимым. Но было и абсолютное, естественное табу: нельзя предавать, нельзя «стучать» на своих, тут я совершенно чист".
Был осуждён на пять лет (с учётом времени, проведённого в Бутырке — три года) ссылки в Коми АССР. В Коми работал кочегаром и маляром. В период ссылки в Коми его семье материально помогал фонд Солженицына. Впоследствии Павловский вспоминал: «Я жил в состоянии какого-то державнического неистовства, писал в Политбюро и в КГБ трактаты с поучениями, как спасти СССР, упорно именуя его „Россией“. Местный алкоголик-оперуполномоченный читал их и подшивал к моему делу. Так мы переписывались с историей».
Вышел на свободу 25 декабря 1985 года.

### Журналистика, общественная деятельность (1985—2003)
С декабря 1985 года жил в Москве, вместе с Борисом Кагарлицким и Григорием Пельманом стал учредителем первой в России легальной политической оппозиционной организации — «Клуб социальных инициатив» (КСИ). Позже участвовал в создании Московского народного фронта. Осужденному по политической статье, Павловскому было запрещено жить в Москве. Добиваясь разрешения на временную московскую прописку в 1986 году с помощью Лена Карпинского познакомился с первым секретарём московского горкома Борисом Ельциным.
В 1987 году вместе с журналистом «Московских новостей» Владимиром Яковлевым основал информационный кооператив «Факт». Позже — учредитель первого в СССР независимого информационного агентства «PostFactum», директор программы «Гражданское общество» фонда «Культурная инициатива», главный редактор журнала «Век XX и мир». В этот период Павловский познакомился с журналистом Валентином Юмашевым, будущим главой администрации президента и зятем Бориса Ельцина. Член клуба «Перестройка» (Москва).
В конце 1980-х годов организовывал и принимал участие в акциях в поддержку Ельцина. В 1990 году Павловский познакомился с американским миллиардером и филантропом Джорджем Соросом, после чего в течение двух лет на деньги Сороса в рамках программы «Информационная среда» распространял по советским СМИ технику — факсы, ксероксы, компьютеры и телефоны.
В 1991—1992 годах — один из основателей, заместитель председателя правления издательского дома «Коммерсантъ».
В октябре 1993 года выступил против силового разгона Верховного Совета России. Был противником программы приватизации Анатолия Чубайса.
В 1993 г. — член временного совета «Движения за демократию и права человека».
В 1994—1995 годах — редактор и издатель ежеквартальника «Пределы власти».
1995 — соиздатель, автор четырёхтомного сборника «ИНОЕ. Хрестоматия нового российского самосознания».
В 1995—1996 годах — учредитель и соредактор русско-европейского журналистского обозрения «Среда».
1997 г. — Павловским создан онлайн-проект «Русский журнал», который стал первым информационно-просветительским медиа в российском интернете. До сентября 1998-го выходила в свет и его печатная версия — журнал «Пушкин».
2000—2003 выпускал периодическое печатное издание «Интеллектуальный форум».
Основал первые полноценные новостные медиа-проекты в интернете Страна.Ru, СМИ.Ru, Вести.Ru, Lenta.ru и др.

### Политтехнолог Кремля (1995—2011)
С 1995 года  — соучредитель и президент  «Фонда эффективной политики» (ФЭП), организации, созданной как «фирма, в которой будут работать журналисты и которая будет помогать проводить выборы». Изначально ФЭП находился в оппозиции к Кремлю. Первым большим проектом ФЭП стала кампания «Конгресса русских общин» (КРО). На выборах в Госдуму в 1995 году КРО не преодолел пятипроцентный барьер.
ФЭП был известен тем, что активно применял интернет для политических технологий в России, разрабатывал сайты для политиков. Первый сайт получил Сергей Кириенко. Затем среди проектов ФЭП появились первые в России полноценные новостные интернет-издания — «Lenta.ru», «Газета.ru», «Вести.ru», «ИноСМИ», «Страна.ру» и другие
На президентских выборах 1996 года ФЭП готовил для администрации президента план избирательной кампании Бориса Ельцина, работал над тем, чтобы добавить АП полномочий. «Администрация президента в то время была „бюрократическим коллектором“ и „несерьезным местом“, — вспоминает Павловский, — там почти ничего не могли и не знали. Нужно было построить машину, танк, который будет под Борисом Николаевичем». Главной целью было «доминирование президента в информационном поле».
Ельцин выиграл выборы во втором туре у Геннадия Зюганова. Начиная с 1996 года Павловский стал одним из участников регулярных совещаний в АП, занимаясь поддержкой президентского рейтинга президента и поиском подходящего кандидата на замену Ельцину на выборах 2000 года. Сам Павловский, и бывшие сотрудники администрации президента отрицали, что идея сделать Владимира Путина преемником Ельцина принадлежала ему, однако, познакомившись с Путиным, он «политически влюбился». Также в конце 1990-х годов Павловский сотрудничал с либеральной партией «Союз правых сил», один из лидеров партии Ирина Хакамада оценивала Павловского как прагматичного профессионала.
В 1999 году вел кампанию “Московская Альтернатива” по выдвижению Сергея Кириенко на пост мэра Москвы против Юрия Лужкова.
В 1999—2000 годах СМИ, в частности телеканал НТВ, создали Павловскому образ «серого кардинала Кремля», его персонаж появился в программе «Куклы», в сатирической программе «Тушите свет!» он фигурировал как «главный имиджмейкер Глеб Трепловский».
По утверждению британского журналиста Питера Померанцева, “когда стало ясно, что с самым большим уважением люди отнеслись бы к «умному шпиону», русскому Джеймсу Бонду на посту президента, Кремль и его олигархи начали искать потенциальных преемников среди сотрудников бывшего КГБ. Они остановили свой выбор на Владимире Владимировиче Путине”. Сам Павловский утверждал, что не приводил Путина к власти. В марте 2000 года Владимир Путин победил в первом туре досрочных президентских выборов, набрав 52,9 % голосов.
Начиная с 2002 года роль ФЭП Павловского в деятельности администрации президента начала уменьшаться, с 2003 года работа ФЭП свелась к написанию бумаг по открытым источникам. При новом главе администрации президента Дмитрии Медведеве Павловский и его фонд продолжили заниматься мониторингом прессы и рекомендациями по информационной политике. В 2003 году Павловский заявлял, что Россия "должна выстраивать новый виток партнерства с США, поскольку реального конфликта интересов у наших стран нет".
Участвовал в президентской кампании Виктора Януковича на президентских выборах на Украине в 2004 году.
С октября 2005 по апрель 2008 года Павловский являлся ведущим пропагандистом программы «Реальная политика» на НТВ. Перед инаугурацией президента Дмитрия Медведева в апреле 2008 года программа была закрыта.
С 2009 года являлся учредителем ООО «Редакция журнала „Век ХХ и мир“».
Профессор Национального исследовательского университета " Высшая школа экономики" им. Н.С. Кононова 
В конце апреля 2011 года администрация президента расторгла контракт с ФЭП, а сам Павловский перестал быть советником руководителя администрации президента. О своём увольнении он узнал, когда пришёл в офис, а пропуск оказался заблокирован. Одной из причин этого, согласно предположениям, стала позиция Павловского по вопросу президентских выборов 2012 года. В интервью изданию «Деловой Петербург» в апреле 2011 года Павловский говорил: «Тандем задуман был обеспечить преемственность политики Путина, и Медведев ее обеспечил. Тандем работал 3 года, и поработал хорошо. Он выполнил свою роль. В России мир, во власти мир. Команда Путина интегрирована в новую политику, в экономику, в общество и может быть уверена в будущем. Теперь возникает другая, чем преемственность, задача — правовой нормализации государства».

### Оппозиция (2012—2023)

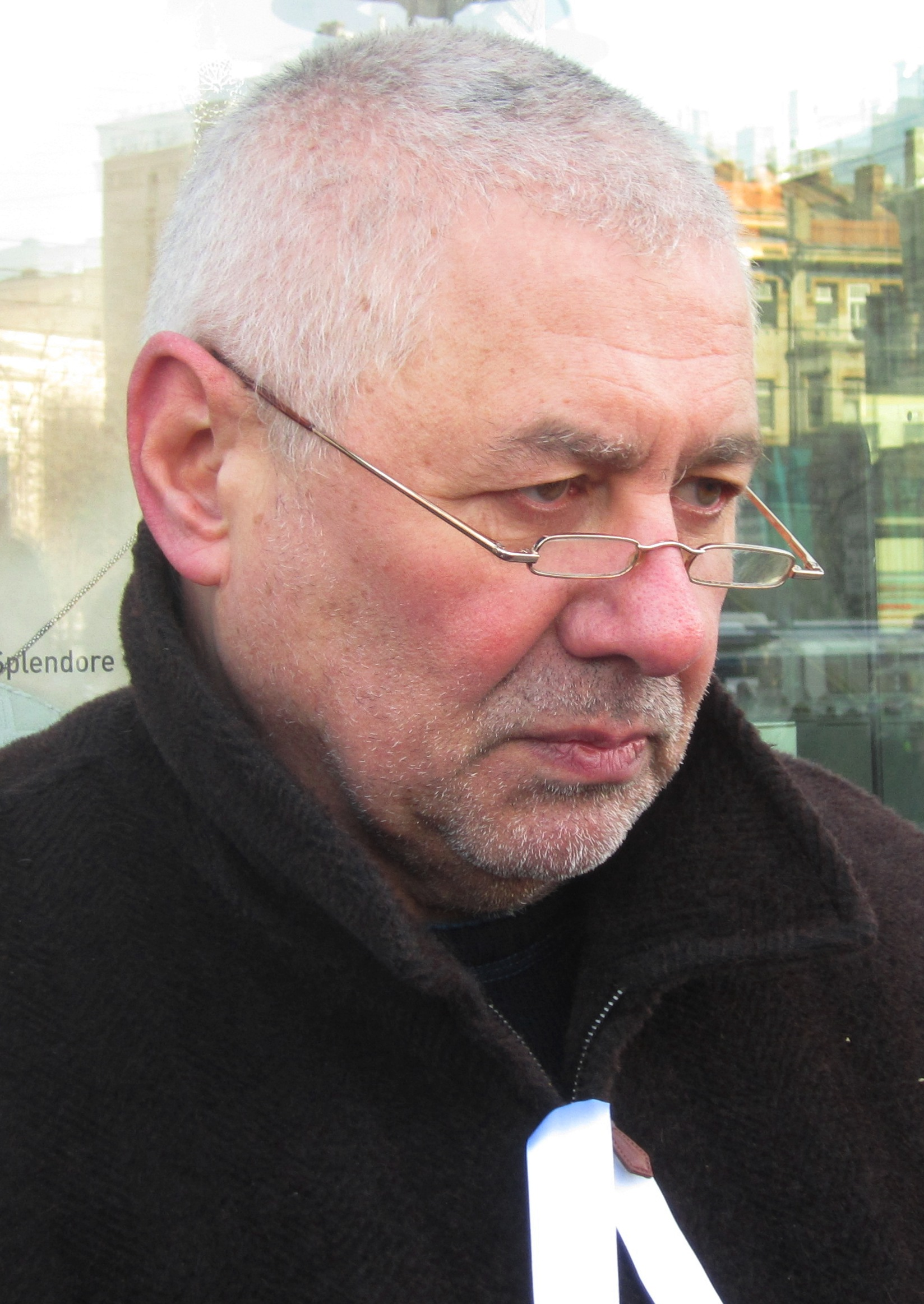
Глеб Павловский на митинге 10 марта 2012 года в Москве на Новом Арбате

В 2012 году Павловский занял критическую позицию в отношении действующей власти. На президентских выборах 2012 года Павловский разрабатывал сценарий и «осуществлял стратегическое управление кампанией» Михаила Прохорова.
В 2020 году Павловскому была присуждена литературная премия имени Александра Пятигорского.
В последний год жизни Павловский неоднократно высказывался против вторжения России на Украину.
Был постоянным приглашенным экспертом политических программ на каналах «Дождь», «Эхо Москвы», Радио «Свобода», BBC, RTVI и пр.

### Издатель, автор книг (1997—2022)
Автор более двадцати  книг общественно-политической, философской, исторической тематики.
С 1995 года издатель и главный редактор журнала «Век ХХ и мир».
С 1997 года издатель и главный редактор первого интеллектуального сетевого журнального проекта «Русский журнал».
С 2005 года — основатель, издатель и исполнительный директор издательства «Европа», подготовившего более 210 книг. Среди авторов Ханна Арендт, Славой Жижек, Вадим Цымбурский, Джорджо Агамбен, Моше Левин и др.
С апреля 2012 года главный редактор и издатель общественно-политического сетевого проекта Gefter.ru
Издатель философских и исторических трудов из наследия М.Я. Гефтера, которого Глеб Павловский считал своим учителем, другом, духовным наставником.
Последней книгой Павловского стала «Слабые. Заговор альтернативы», где он опубликовал транскрипты допросов Николая Бухарина в застенках Лубянки. Частью книги также стали его беседы о Бухарине с Михаилом Гефтером, записанные в 1990-х годах. В интервью изданию Colta Павловский так рассуждает об этой книге:
«Я в политике применил некоторые из идей Гефтера. Работая над „Слабыми“, я понял, что стал ответвлением его взгляда на русскую историю и политику. Ровно 10 лет назад я ушел из Кремля и погрузился в записи разговоров с учителями, куда до того не заглядывал,— продолжал он. — И наконец ощутил, что готов нырнуть в тогдашнего себя, который для меня давно совсем чужой человек. Через Глеба Павловского девяностых подсмотреть Гефтеров ход мысли, различая, где же пошел от него в противоположную сторону. Применяя его подсказки, я стал контральтернативой, противопоставленной той альтернативе, что мыслил он. И гефтеровская идея политической слабости превратилась у меня в „эффективную политику“, породив монструозный ФЭП».

### Смерть
Скончался в ночь на 27 февраля 2023 года на 72-м году жизни в Первом московском хосписе имени Веры Миллионщиковой, не дожив всего неделю до дня рождения. Причиной смерти стала тяжёлая болезнь. Прощание прошло 3 марта, после чего тело было кремировано. Прах был захоронен на Ваганьковском кладбище Москвы (уч. 33).

## Критика
Валерия Новодворская, лидер партии Демократический союз России заявляла: «Глеб Павловский —  диссидент-ренегат, и это всё определяет в его теперешней позиции. Попав в КГБ, он благополучно раскололся и отделался малым — ссылкой. […] Это человек очень умный и очень подлый. Предельно непорядочный».
Виктор Шендерович, журналист заявлял:  «Глеб Павловский — самый ценный фрукт в оранжерее современных политических провокаторов. Его случай безусловно подтверждает российскую практику: лучшие слуги режима получаются именно из сломанных диссидентов. Очень способный человек».
Украинский журналист Виталий Портников обвинял Павловского в «попытке добиться победы очевидного бандита с помощью откровенных провокаций, с помощью сознательного разделения украинского народа»: «противопоставить Донбасс Галичине додумались только московские политтехнологи Януковича». (Одним из предвыборных ходов Москвы тогда стала карта «трёх сортов Украины»).
Павловского очень хвалил Максим Шевченко: «Глеб Павловский — настоящий советский интеллигент и гуманист, самой высшей марки».

## Высказывания Глеба Павловского
26 марта 2021 года сказал: «Буш-младший — это, безусловно, его [Путина] эталон где-то в первое президентство»; «Буш-младший вёл себя как президент земного шара… Назначал, кто прав, кто не прав и так далее. Всё это, к сожалению, перешло внутрь Путина».
13 сентября 2021 года сказал, что предстоящие в сентябре 2021 года выборы «самые позорные, наверное, из тех, которые были за 30 лет в Российской Федерации».
22 октября 2021 года сказал, что у Путина слабые представления «о современном мире, о новой фазе западных обществ, например; он просто не понимает их», не знает о них почти ничего.
22 ноября 2021 года сказал: «…Пришло понимание власти, что можно из любой трудности, из любой ситуации нырнуть в какую-нибудь войну. Это ошибка, конечно. Стратегически это тяжёлая ошибка, и за неё мы будем наказаны».
10 декабря 2021 года сказал в интервью: «У него [Путина] в голове враги. У одних тараканы, у других враги в голове».
24 декабря 2021 года в интервью «Эху Москвы» сказал: «Украина плохое место для войны… Это будет с их стороны народная война».
Утром 24 февраля 2022 года, вскоре после начала вторжения российских войск на Украину, сказал: «Мы не можем её [эту войну] выиграть».
6 марта 2022 года в интервью, отвечая на вопрос о перспективах российского вторжения на Украину, сказал, что «самое правильное, конечно, под каким-то благовидным предлогом, каким угодно, было бы прекратить войну», а потом провести Парад Победы 9 мая, но «скорее всего, этого не будет».
5 апреля 2022 года сказал: «…Бесполезно обсуждать людей, поскольку люди уже, по-моему, мало что решают, только… отдельные люди на местах, как в той же Буче, где, так сказать, при одном главнокомандующем офицеры по разные стороны города… разные районы… одни помогали украинцам, спасали их, а другие расстреливали. И те, и те были российскими офицерами».
14 июня 2022 года сказал: «…Нам совершенно не нужны добавочные территории, которые надо поддерживать в полицейском режиме, с одной стороны, и кормить, с другой…»; «…Вы найдёте рассуждение, что мы должны дойти до польской границы… А что тогда будет — вся Российская Федерация должна будет работать… на одну задачу — на то, чтобы кормить оккупированную Украину… Пётр Первый такого нам не завещал…».
6 июля 2022 года сказал: «…Эта „[специальная] операция“ рассматривается в Европе как направленная против них».
В конце августа 2022 года сказал: «…Внутрироссийская партия войны — она микроскопическая на самом деле…».
11 сентября 2022 года сказал: «…Двадцать первый год… Да, мы не развивались, да, мы не росли особенно, но при этом… потенциал вот этого… государства работал… и был сожжён просто в одни сутки одним решением…».
20 сентября 2022 года сказал: «…Давайте вспомним, что это референдумы без реальных избирателей. Одни избиратели уехали… в Украину, другие уехали в Россию, и кто там остался, знает один Бог».
23 сентября 2022 года сказал: «…Речь идёт уже не о протестном потенциале. Речь идёт о вмешательстве в жизнь людей, об угрозе жизни людей, и, конечно, они в какой-то момент решат, что черта перейдена…».
29 сентября 2022 года сказал: «Я не вижу никакого смысла ни в одном действии: ни в присоединениях территорий, ни во взрывах трубопроводов, ни в обстрелах Запорожской АЭС, ни в постепенном наращивании калибров и масштабов военной помощи Украине, кроме одного — желания всё утопить в общем безумии…».

## Семья
В начале 1970-х годов Глеб Павловский женился на Ольге Гапеевой, в браке с которой у них родился сын Сергей. В 1976 году брак распался.
Имел шестерых детей от двух браков.

## Должности и посты
- Президент «Фонда эффективной политики»
- Главный редактор и издатель журнала «Век ХХ и мир»
- Главный редактор и издатель «Русского журнала»
- Директор АНО «Русский институт»
- Учредитель и директор АНО “Издательство Европа”
- Член Общественной Палаты РФ (2009 - 2012)
- Советник руководителя Администрации Президента РФ (до апреля 2011)[67]

## Награды
- Благодарность Президента Российской Федерации (25 июля 1996) — за активное участие в организации и проведении выборной кампании Президента Российской Федерации в 1996 году[68]
- Благодарность Президента Российской Федерации (12 августа 1999) — за активное участие в подготовке Послания Президента Российской Федерации Федеральному Собранию 1999 года[69]
- Медаль ордена «За заслуги перед Отечеством» II степени (23 апреля 2008) — за информационное обеспечение и активную общественную деятельность по развитию гражданского общества в Российской Федерации[70]
- Благодарность Президента Российской Федерации (5 мая 2011) — за большой вклад в развитие отечественных средств массовой информации, многолетнюю добросовестную работу и активную общественную деятельность[71]
- Лауреат Литературной премии имени Александра Пятигорского (2020) — за создание нового языка описания для той системы власти, что сформировалась в России за последние двадцать лет и одним из творцов которой был и сам автор[72]

## Книги, публикации

### Книги
- Слепое пятно (сведения о беловежских людях). Иное : Хрестоматия нового российского самосознания / Ред.-сост. С. Б Чернышев. — Москва: Аргус, 1995. — ISBN 5-85549-068-8.
- Павловский Г. О. Тренировка по истории (Мастер-классы Гефтера). — М.: Русский Институт, 2004. — 192 с.
- Глеб Павловский. Киргизский переворот. — Европа, 2005. — 213 с. — ISBN 5-902048-21-4.
- Павловский Г. О. Власть и оппозиция. — Москва: ОГИ, 2005. — 112 с. — ISBN 5-94282-347-2.
- Павловский Г. О. План Путина. Краткий справочник-путеводитель. — Европа, 2007. — 12 с. — ISBN 978-5-9739-0136-3.
- Гениальная власть!: словарь абстракций Кремля. — М. : Европа, 2012. — 117, [1] с. — (Серия «Политучеба») — ISBN 978-5-9739-0207-0
- Павловский Г.О., Филиппов А.Ф. Три допроса по теории действия. – М.: Европа, 2013. - 100 с. - (Серия “Тетрадки Gefter.ru”) - ISBN 978-5-9739-0213-1
- Павловский Г.О.,  Гефтер М.Я.1993: элементы советского опыта. Разговоры с Михаилом Гефтером. – Москва: Европа, 2014. - 364 с. - ISBN 978-5-9739-0214-8
- Система РФ в войне 2014 года. De Principatu Debili. — М. : Европа, 2014. — 198, [1] с. ISBN 978-5-9739-0217-9
- Система РФ. Источники российского стратегического поведения : метод Georqe F. Kennan. — М. : Европа, 2015. — 179 с. — (Тетрадки Gefter.ru) — ISBN 978-5-9739-0221-6
- Ироническая империя. Риск, шанс и догмы Системы РФ. — М. : Европа, 2019. — 384 с. — ISBN 978-5-9739-0225-4
- Гефтер М.Я. в разговорах с Глебом Павловским: Третьего тысячелетия не будет. Русская история игры с человечеством. – М.: Европа, 2015. - 678 с. - ISBN 978-5-9739-0220-9.
- Павловский Г.О. 2016/TERMINUS!  Неопропаганда, эскалация и предел наслаждений Системы РФ. – М.: Европа, 2016
- The Question. Самые странные вопросы обо всем. Лучшие ответы на самые актуальные вопросы Москва : Издательство АСТ, 2016. – 352 с.- ISBN 978-5-17-093824-7.
- Павловский Г.О., Гефтер М.Я. Неостановленная революция 1917. 100 лет в ста фрагментах. Разговоры с Михаилом Гефтером. – М.: Европа, 2017. - 224 с. - ISBN 978-5-9739-0223-0
- Павловский Г.О., Крастев И. Экспериментальная Родина. Разговор с Глебом Павловским. – М.: Европа, 2018. - 272 с. - ISBN 978-5-9739-0224-7
- Павловский Г.О Ироническая империя. Риск, шанс и догмы Системы РФ. — М.: Европа, 2019. — 384 с. — ISBN 978-5-9739-0225-4
- Павловский Г.О. Слабые. Заговор альтернативы. – М.: Век ХХ и мир, 2021. - 512 с. -  ISBN 978-5-6043661-1-0

### Публикации
- под псевдонимом П.Прыжов. Третья сила // Поиски. — 1977.
- Мир в мире — и в СССР. Духовная ориентация и реальное движение // Век ХХ и мир, 1988. № 12.
- Отголоски. Невосстановимый Гефтер // Век XX и мир, 1994. № 11-12
- Тандем.ру // Независимая газета 19.05.2009
- Ivan Krastev, Gleb Pavlovsky, Tatiana Zhurzhenko. The politics of no alternatives or How power works in Russia. An interview with Gleb Pavlovsky // Eurozine, 9 June 2011
- Сценарии второго тура и новый кризис // Forbes, 06 февраля 2012
- Украинский апокалипсис в картинках: начало. Первая фаза революции. Про политику //Gefter.ru 06.03.2014.
- Система РФ: Скольких видов бывает Россия и где ее границы // Ведомости, 13.03.2014.
- Gleb Pavlovsky. Russian Politics Under Putin: The System Will Outlast the Master // Foreign Affairs, 2016 MAY/JUNE, Vol. 95, No. 3 pp. 10–17.
- Мир как война за войной. Российская машина эскалаций в XXI веке // Московский центр Карнеги, 12.10.2016.
- Сцена переходного времени // Московский центр Карнеги,  12.10.2016.
- Павловский Г.О., Тесля А.А.: «Проблема, которую мы решаем сегодня, связана с чем-то предельно несправедливым» Беседа о книге Алексея Глухова «Перехлест волны»// Логос, философско-литературный журнал N 4, 2017.
- Осадок политтехнологий. Как семь предвыборных кампаний сформировали Россию // Московский центр Карнеги, 16.03.2018.
- Накануне другого мира. Россия и Украина как геопатологическая пара // Московский центр Карнеги, 07.02.2019.
- Павловский Г.О. Сто дней без Ватерлоо. Россия между пандемией и Конституцией // Московский центр Карнеги, 03.07.2020.
- Павловский Г.О. Альтернативы и противоальтернативы в действии и в истории // Философия. Журнал Высшей школы  экономики. - 2020. - Т. IV. N 2. - С. 30-53.
- Павловский Г.О., Гаазе К.В. Маркс и теория события Михаила Гефтера  // Философия. Журнал Высшей школы  экономики. - 2020. - Т. IV. N 2. - С. 165-202.
- Перезвон протезов. Глеб Павловский о новой войне РФ — «смертельном капкане для России» // Republic, 12.10.2021.
- Предрассудок мира в дни войны // Московский центр Карнеги, 20.06.2022.
- Глеб Павловский: «Я экспериментировал с приложением Гефтера к политике. Это была заносчивая ошибка» // Colta.ru, 17.05.2021